# Surlaši
Red surlaša (lat. Proboscidea) je dobio ime po svom najupadljivijijem svojstvu, surli (lat. proboscis). Njeni jedini danas živući predstavnici su slonovi.
Surlaši se ne razlikuju od drugih kopnenih sisavaca samo svojom upadljivom osobinom surlom, nego i neobičnim zubima (kljove) i najčešće ogromnim razmjerima svog tijela. No te se osobine ne treba smatrati nekim nedostatkom nego rezultatom visoko specijaliziranog razvoja standardnih oblika sisavaca.
Različite porodice surlaša su nekada bile vrlo raširene, a imale su i do četiri kljove. Danas žive još samo slonovi sa svoje dvije kljove u gornjoj čeljusti, i na vrlo ograničenom životnom prostoru.
Začeci surli su u početku bili jedva naznačeni, i vjerojatno su precima današnjih slonova koji su živjeli u močvarama služili kao dihalice. Kasnije se surla razvila u vrlo istančan organ s velikim brojem različitih mišića kojim se može doseći lišće s visokog drveća, ali jednako spretno i trganje busenja trave u stepama. 
Kljove su bile vrlo raznovrsne. Neke su bile ravne, neke svrdlaste, savijene prema gore ili prema dole, lopataste, smještene u gornjoj ili u donjoj čeljusti ili u obje, neke su rasle u stranu a druge prema sredini ili tijesno jedna uz drugu, vrlo različitih dužina (i do 4 metra) i debljina. 
Za sistematiziranje pojedinih surlaša je manje važan oblik surle ili kljova. Istražuje se prije svega građa kutnjaka (Molari). Tijekom razvoja, oni su se mijenjali i prilagođavali potrebama životinja. Grizna površina kutnjaka je tijekom razvoja mijenjala oblik, pa je bila kvrgava kod mastodonta, da bi mamuti imali kutnjake lameliranog oblika, kao i današnji slonovi. Danas slonovi imaju po jedan kutnjak u svakoj polovici gornje i donje čeljusti, što znači da ih ima ukupno samo četiri. Žvakanjem najčešće prilično tvrde hrane, slonovi "troše" kutnjake tako, da nakon određenog vremena više nisu dovoljno efikasni. Stoga se kutnjaci tijekom života jednog slona mijenjaju šest puta, što znači da slon može istrošiti tijekom života sedam "generacija" kutnjaka. Ako ne strada ranije, kad potroši i sedmu generaciju kutnjaka, osuđen je na smrt od gladi. Mladunci nakon prve godine starosti gube prve kljove da bi ih zatim zamijenile trajne kljove koje neprekidno rastu.
U razdoblju neogena, a posebno pleistocena došlo je do snažnog širenja velikog broja vrsta surlaša na sve kontinente osim Australije. Ovo širenje je bilo moguće samo uz pretpostavku da se to zbilo prije oko 27 milijuna godina, kad su se pojavile kopnene veze između Afrike i Euroazije. Kako je broj potomaka u centru njihovog nastanka (sjeverna Afrika) značajno narastao, a iz Euroazuje su stigle druge grupe životinja, surlaši su bili potisnuti iz svojih prvobitnih staništa. Zbog vrlo jakog populacijskog pritiska mnoge su životinje bile potisnute u druga područja. U tim su područjima vladali drugi životni uvjeti, pa su se surlaši morali prilagoditi novom okolišu. I klimatska kolebanja su izazvala niz fizioloških i morfoloških promjena ovih životinja.
Tako se razvilo 5 porodica (25 rodova) s više od 150 (ukupno) različitih vrsta u redu surlaša. Među njima su bili i mastodonti i mamuti, još bliži srodnici današnjih slonova.
Razdoblje širenja prvih ljudi podudara se s izumiranjem većine surlaša, ali i drugih velikih sisavaca, sve do početka holocena. Iz toga bi mogao slijediti zaključak, da je na to izumiranje više utjecalo širenje hominida nego kolebanja klime između toplih i hladnih razdoblja. Intenzivni lov na mamute vidljiv je iz brojnih spiljskih crteža. S druge strane, nalazi dobro očuvanih mamuta zatvorenih u ledeni omotač u Sibiru daju razloga da se uzme u obzir i mogućnost da je uzrok njihovog izumiranja bila klimatska katastrofa.
Danas postoje još dvije (prema novijim istraživanjima tri) vrste surlaša svrstanih u dva roda Afričkog (Loxodonta africana i Loxodonta cyclotis) i Azijskog slona (Elephas maximus).

### Srodnici surlaša
1. Pećinari (Hyracoidea)
2. Sirene ili morske krave (Sirenia)